# سه سکه در چشمه (فیلم)
سه سکه در چشمه (انگلیسی: Three Coins in the Fountain) فیلمی در ژانر درام و رمانتیک است که در سال ۱۹۵۴ منتشر شد. از بازیگران آن می‌توان به کلیفتون وب، دوروتی مک‌گوایر، جین پیترز، لوئی ژوردان و مگی مک‌نامارا اشاره کرد.
این فیلم برنده جایزه اسکار بهترین فیلم‌برداری در سال ۱۹۵۴ توسط میلتون آر. کراسنر شده‌است.